# Montefarmaco
Montefarmaco («Монтефармако») – итальянская фармацевтическая компания, производитель безрецептурных препаратов и биологически активных добавок. Штаб-квартира компании расположена в Милане (Италия), также есть филиалы в Бухаресте (Румыния) и Шанхае (Китай). На 2022 год продукция компании представлена в 11 странах мира (Европа, Америка, Китай), в том числе с 2018 года и в России.

## История
В 1945 году Джованни Коломбо открыл в Милане небольшую аптеку с лабораторией. Первым созданным продуктом стала линейка бальзамов от кашля Pumilene, основанная на дистиллированной эссенции стланиковой европейской сосны (Pinus Pumilio).
Продукты компании разрабатывались и производились как лекарственные препараты, рекомендованные и субсидированные Национальной службой здравоохранения. Так продолжалось до 1970-х годов, пока в стране не случился сильный экономический кризис, и НСЗ Италии не приостановила субсидирование препаратов. Это стало толчком к дальнейшему развитию компании, привело к прямым продажам в аптеках и преобразованию ряда продуктов в категорию безрецептурных препаратов. Среди первых продуктов помимо бренда Pumilene были Iridina, Knapp, Dentinale, Faringola, Normalene, Bechilar, Noxacorn.
В середине 1980-х годов, с появлением на фармацевтическом рынке Италии биологически активных добавок, компания также начала выпускать такие продукты как Vitalmix (1986) и Lactoflorene (1991).
В начале 2000-х годов компания начала активное развитие инноваций и сегментацию рынка новых продуктов:
- Безрецептурные препараты, в том числе пробиотические, витаминные комплексы, биологически активные добавки, направленные на корректировку незначительных заболеваний (раздражение и покраснение глаз, запор, кашель, боль в горле, зубная боль, судороги).
- Комплексные добавки, направленные на поддержание баланса кишечной флоры, решение функциональных расстройств пищеварения, снижение холестерина, борьбу с циститом, усталостью, стрессом, беспокойным сном, улучшение памяти и концентрации.
- Медицинские девайсы для ежедневного ухода за здоровьем глаз, мышцами и суставами.
- Освежители воздуха и ароматизаторы для дома.
- Косметика по уходу за кожей, одобренная к использованию в рамках фармакологической и онкологической терапии.

С середины 2000-х годов Montefarmaco начала проявлять интерес к разработкам сторонних компаний и приобретению развивающихся молодых производств.
В 2008 году Montefarmaco приобрела контрольный пакет акций компании Quaranta Settimane S.r.l., занимающейся разработкой товаров для детей младшего возраста.
В 2012 году был приобретён контрольный пакет акций компании Brux S.r.l .– лидера в производстве интраоральных устройств, в частности, протектора от бруксизма Dr. Brux. В 2013 году Montefarmaco приобрела фармацевтическую компанию A.F.O.M. Medical S.r.l. и её ключевые бренды Afomill, Calmadol и Intense. В 2016 году Montefarmaco приобрела контрольный пакет акций Biogei Cosmetici S.r.l., занимающейся разработками в современной косметологии.
В 2017 году было открыто первое иностранное представительство компании, базирующееся в Бухаресте, Румыния. Также Montefarmaco стала участником в акционерном капитале компании Suavinex Italia S.r.l., производящей средства по уходу для взрослых и детей.
В 2018 году Montefarmaco приобрела долю в компании B-Company и её бренде Dermophisiologique, продукты которого широко применяются в фармакологической и онкологической терапиях. В том же году был создал холдинг Montefarmaco Holding Srl для управления и координации Montefarmaco OTC Spa и всех приобретённых компаний.
Также в 2018 году компания вышла на российский рынок, начав поставки пробиотических комплексов Lactoflorene и детских гелей для дёсен при прорезывании зубов Dentinale Natura. Вскоре Dentinale получил широкое распространение в российской педиатрической практике.
В 2019 году компания открыла штаб-квартиру в Шанхае (Китай).
В 2020 году Montefarmaco приобрела 100% акций швейцарского производителя слуховых аппаратов Jordan Tech SA, а также начала работу на Итальянской фондовой бирже.
На сегодняшний день компанией управляет уже третье поколение семьи Коломбо. С 2018 года председателем совета директоров и генеральным директором является Стефано Коломбо.

## Продукция
Montefarmaco выпускает несколько категорий продуктов, среди которых:
- пробиотики (Lactoflorene)
- офтальмологические продукты (Iridina, Irilens, Irilenti, Iridil, Afomill, Iristyle)
- витаминные комплексы и добавки (Vitalmix, Briovitase, Multivitamix, Orsovit)
- слабительные средства  (Normalene, Gliserolo, Levoplus, Carbone Vegetale, Citrato Espresso Gabbiani)
- средства для гигиены полости рта (Dr. Brux, Dentinale, M.D. dental vial)
- респираторные средства для горла и дыхания (Respiro)
- освежители воздуха и ароматизаторы для дома (Vapo Essentia, Pumilene Vapo)
- средства для кожи (Intense, Ontherapy)
- обезболивающие средства (Calmadol Soothing)
- средства для здоровья ног (Noksan)
- седативные средства (Sedipram 5)

## Инновации и технологическое развитие
Примером инновационных решений компании являются система DUOCAM и упаковка T-WIN, представленные в линейке продуктов Lactoflorene. В связи с тем, что пробиотики очень чувствительны к влаге и взаимодействию с другими веществами, в системе DUOCAM и упаковкеT-WIN, представлены две камеры: камера А с пробиотиками, и камера В с растительными экстрактами и ферментами. Таким образом, компоненты содержащиеся внутри упаковки не взаимодействуют друг с другом до момента использования продукта, что обеспечивает оптимальное сохранение свойств пробиотиков.
В 2020 году упаковка M-Cap System получила награду за качественный дизайн в конкурсе «Лучшая упаковка года» - Oscar dell’Imballaggio. Среди преимуществ жюри выделило простоту использования для потребителя, эффективность в обеспечении качества и сохранности активных ингредиентов, возможность вторичной переработки колпачка.
Также компания регулярно участвует в крупнейших выставках лекарственных и косметических продуктов, где представляет свои новинки.